# Сохацкая, Виолетта Евгеньевна
Виолетта Евгеньевна Сохацкая (девичья фамилия Смотрина) (8 ноября 1938 года, Грозный, Чечено-Ингушская АССР, РСФСР, СССР) — советская гимнастка, 3-кратная абсолютная чемпионка СССР по художественной гимнастике, мастер спорта СССР, Заслуженный тренер СССР, судья всесоюзной категории.

## Биография
Родилась 8 ноября 1938 года в Грозном.
В 16 лет пришла в секцию художественной гимнастики. Через три года выполнила норматив мастера спорта. В 1960—1962 годах была абсолютной чемпионкой СССР.
В 1963 году переехала в Свердловск. Продолжая заниматься спортом начала тренерскую деятельность.
С 2020 года проживает в России, город Люберцы.

## Известные воспитанницы
- Говорухина (Каштанова) Наталья Анатольевна — заслуженный мастер спорта, серебряный призёр чемпионата мира 1971 года, чемпионка мира 1973 года в групповых упражнениях, Заслуженный тренер Российской Федерации;
- Абкадирова Гуля — победительница первенства Советского Союза 1975 года, обладатель Кубка Интервидения-76 среди юниорок, мастер спорта международного класса;
- Чуракова Марина — член сборной команды СССР, победительница Всесоюзных турниров, мастер спорта международного класса;

и другие.